# Карамышево (Тверская область)
Карамышево — деревня в Сандовском муниципальном округе Тверской области России.

## География
Деревня находится в 14 км на юг от центра муниципального округа посёлка Сандово. 

## История
В 1831 году в селе была построена каменная Преображенская церковь с 3 престолами, метрические книги с 1800 года. 
В конце XIX — начале XX века село входило в состав Щербовской волости Весьегонского уезда Тверской губернии. 
С 1929 года село являлось центром Карамышевского сельсовета Сандовского района Бежецкого округа Московской области, с 1935 года — в составе Калининской области, с 1954 года — в составе Сушигорицкого сельсовета, с 2005 года — в составе Большемалинского сельского поселения, с 2020 года — в составе Сандовского муниципального округа.

## Население
| 1859 | 1889 | 2010 |
| ---- | ---- | ---- |
| 328  | ↗370 | ↘7   |

## Достопримечательности
В селе расположена недействующая Церковь Спаса Преображения (1831).